# 東京中華學校
東京中華學校（日语：東京中華学校）是位於日本東京都千代田區的一間中華學校（海外華人學校）。依照日本法律，該校並非一條校（日本法律中狹義的學校），而是外國人學校（各種學校）。該校設有小學部、初中部、高中部，即所謂小中高一貫校。1951年，登記為財團法人。2008年10月，修改登記為學校法人。
該校採用中華民國（台灣）的教育體系，在校園裡升中華民國國旗，並採用台灣指定課本的正體字、注音符號進行華語教學。目前是東京都唯一的中華學校，學生除了來自台灣之外，尚有許多中國大陸學生和為學習中文而入學的日本學生。

## 沿革
- 1929年，以中華聖公會位於東京市小石川區的發跡地成立的「東京華僑學校」開校。
- 1936年，改名為「東京華僑小學校」。
- 1937年，盧溝橋事件爆發後，教師因中日戰爭歸國，學校停辦。之後，校舍遭到炸毀。
- 1946年，暫借中央區立京橋昭和小學校（今區立城東小學校）的校舍復校，並改名為「東京中華學校」。
- 1947年，設立中學部。
- 1948年，校舍遷移至東京都千代田區。
- 1951年，批准登記為財團法人。
- 1957年，設立高中部。
- 1984年，完成新校舍、體育館、國際中正會館。
- 2008年，批准登記為學校法人。
- 2010年，成為文部科學省「就學支援金」的指定學校。

## 所在地點
- 學校地址：〒102-0076東京都千代田區五番町14番地
- 臨近車站：四谷站、市谷站

## 校友
- 翁倩玉（歌手）
- 陳建一（廚師）
- 林海峰（棋士）
- 王立誠（棋士）
- 張栩（棋士）
- 謝依旻（棋士）
- 李月隨（日语：光川環世）（歌手、演員）
- 伊能靜（歌手、演員）
- 劉至翰（演員）
- 顏垠凌（藝人）
- 福來剛（競艇選手）

## 扩展阅读
（日語）
- 徐 輝 (ジョ キ). "在日華僑学校と印僑学校に関する比較考察 : 東京中華学校とGIISを中心に" (Archive; "A comparative study of Chinese and Indian school in Japan : Focus on the "Tokyo chuka school" and "GIIS"). 大東アジア学論集 (14), 44-63, 2014-03. 大東文化大学大学院アジア地域研究科. See profile （页面存档备份，存于） and profile #2 at CiNii. see profile at 大東文化大学機関リポジトリ (Daito Bunka University Repository). 有英文摘要。

Not available online:

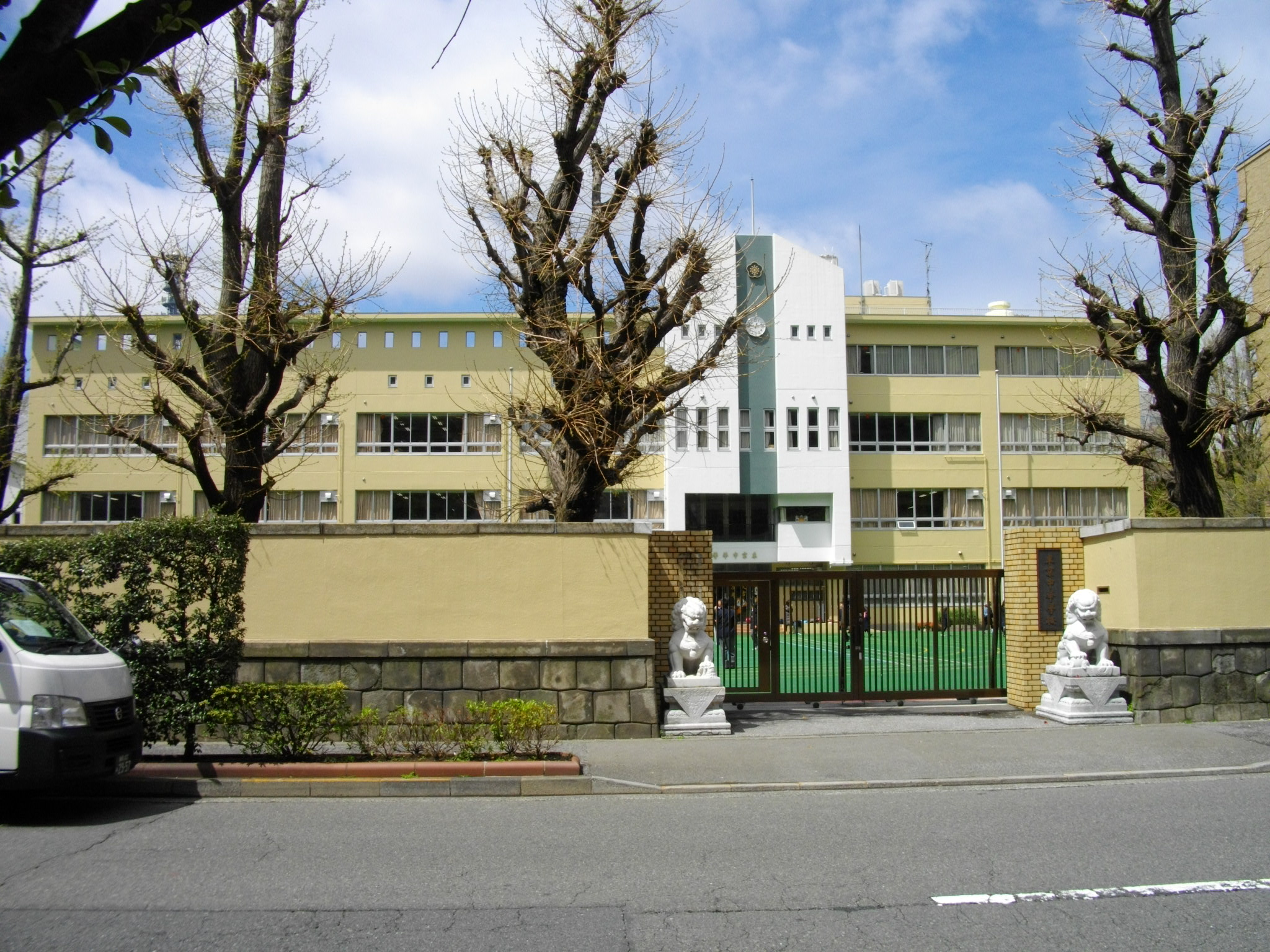
東京中華學校

- 張 建国. "東京中華学校の現状から日本の教育の明日を考える (特集 華人とは誰か : 教育とアイデンティティ)" ( "Looking at the Future of Japanese Education System : From the Present Situation of Tokyo Chinese School" ). 華僑華人研究 (8), 49-54, 2011. 日本華僑華人学会. See profile at （页面存档备份，存于） CiNii.

## 外部連結
- 東京中華学校 （页面存档备份，存于）（日語）（繁體中文）

35°41′19″N 139°43′58″E / 35.688625°N 139.732689°E